# Plaza de toros de Albacete
Plaza de toros de Albacete är en tjurfäktningsarena i Albacete i Spanien.